# Arnold Zandbergen
Arnoldus Roodhart Zandbergen (Blokzijl, 10 juli 1897 – Hoogeveen, 13 augustus 1975) was een Nederlandse verzetsstrijder en organisator van de hulp aan onderduikers tijdens de Tweede Wereldoorlog.

## Vóór de Tweede Wereldoorlog
In 1919 vestigde hij zich als woninginrichter in Hoogeveen. Hij was actief als diaken in de Gereformeerde Kerk en als gemeenteraadslid voor de Anti-Revolutionaire Partij. Hij zat in het bestuur van den Christelijke Middenstands Vereniging en mede op zijn initiatief werd in 1940 de Christelijke Bond van Patroons in het Meubileringsbedrijf opgericht. Zijn contacten via deze bond waren in de oorlog zeer waardevol voor zijn verzetswerk.

## Tijdens de Tweede Wereldoorlog
Aan het begin van de Tweede Wereldoorlog weigerde hij zijn medewerking aan de door de bezetter opgelegde beperkingen om geen handel meer te drijven met de joodse bevolking. In 1942 kwam hij in het geweer tegen de verplichte tewerkstelling in Duitsland, de Arbeitseinsatz. Samen met Frits de Zwerver  riep hij mensen op tot onderduiken. Uit het zoeken naar geschikte onderduikadressen ontstond eind 1942 begin 1943 De Beurs, een ruilbeurs voor onderduikers. Dit groeide uit tot de Landelijke Organisatie voor Hulp aan Onderduikers (afgekort L.O.). Zandbergen werd hierin een centrale figuur voor de provincie  Drenthe.
In de zomer van 1943 werd het te onveilig voor hem in Hoogeveen. Hijzelf werd gezocht en in zijn huis werd gezocht naar belastend materiaal. Hij moest onderduiken, maar bleef actief in de organisatie van de distributie van bonkaarten voor onderduikers. Op 19 oktober 1943 werd hij samen met Cary Stomp en vele anderen in Hoorn gearresteerd. Ondanks de verhoren gaf hij weinig informatie prijs en slaagde hij erin een waarschuwing naar buiten te smokkelen voor Frits de Zwerver.
Hij verbleef als politiek gevangene in Kamp Vught en werd in mei 1944 overgebracht naar Dachau. Hij overleefde het kamp en keerde kort na de bevrijding terug naar Hoogeveen.

## Na de Tweede Wereldoorlog
Na terugkeer in Hoogeveen nam hij zijn werkzaamheden van voor de oorlog weer op. Hij bouwde zijn meubelzaak verder uit en bleef kerkelijk en politiek actief. Zo was hij 12 jaar wethouder voor de ARP.